# 大いなる遺産
『大いなる遺産』（おおいなるいさん、原題: Great Expectations）は、イギリスの文豪チャールズ・ディケンズの長編小説。1860年から1861年にかけてディケンズ自らが編集を行った週刊雑誌『All the Year Round』の誌上において発表された。ディケンズの代表作である。

## 概要
孤児である主人公ピップがその少年時代から青春時代を回想のうちに語るといった半自叙伝的な形式を用いており、これはまたディケンズがその経験を元にして書いた半自叙伝的な小説である。

## あらすじ
ピップは墓地で脱走した囚人に出会う。彼に頼まれ、食料とヤスリを家から持ち出し彼に与える。また、もう一人別の囚人を見かけたことを彼に教える。その囚人は結局、再びつかまる。
ピップはミス・ハヴィシャムの館に定期的に招かれるようになり、彼女の養女で冷徹な美少女・エステラに焦がれるようになる。義兄ジョーの弟子となった後、ある人物から巨額の遺産（英: Great Expectations）がもたらされることが判明し、紳士修行のためロンドンへ向かう。ピップは遺産がミス・ハヴィシャムによるものと信じ、エステラの結婚相手として自分を紳士にさせるのではないかと期待する。

## 登場人物

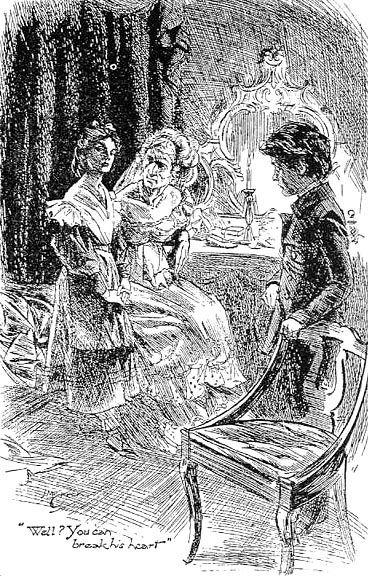
エステラとの出会い（1901年、H.M.Brock画）

- フィリップ・ピリップ
愛称はピップ（Pip）
赤ん坊のうちに両親と死別。姉夫婦と暮らす。
- ジョー・ガージャリー
ピップの義兄で、鍛冶屋。妻ジョージアナの尻に敷かれている。
- ジョージアナ・マライア・ガージャリー
ピップの姉。
- ビディ
- ドルジ・オーリック
- エイベル・マグウィッチ
ピップが助けた囚人。偽名はプロヴィス。
- コンペイソン
- ミス・ハヴィシャム
- エステラ
- マシュー・ポケット
- ハーバード・ポケット
ハヴィシャムの館でピップと決闘してのされるが、ロンドンへ来たピップと親友になる。

## 日本語訳
- 『大いなる遺産』 山西英一訳、新潮文庫 上下、改版1997年・2013年
- 『大いなる遺産』 山本政喜訳、角川文庫クラシックス 上中下、改版1998年
- 『大いなる遺産 新訳』 田辺洋子訳、広島・溪水社、2011年
- 『大いなる遺産』 佐々木徹訳、河出文庫 上下、2011年7月
- 『大いなる遺産』 石塚裕子訳、岩波文庫 上下、2014年11-12月
- 『大いなる遺産』 加賀山卓朗訳、新潮文庫 上下、2020年5月。新訳
- 『新訳 大いなる遺産』 河合祥一郎訳、角川文庫 上下、2025年6月

## 本作を題材とした作品

### 映画
これまでに度々映像化されている。
1917年版
サイレント映画、ジャック・ピックフォード主演
1934年版
日本では『脱獄鬼』のタイトルで上映され、その後『大いなる遺産[脱獄鬼]』のタイトルでビデオが発売された。
- 製作：ユニバーサル映画
- 監督：スチュアート・ウォーカー
- 撮影：ジョージ・ロビンソン
- 出演：ヘンリー・ハル、フィリップス・ホームズ 等

1946年版
- 監督：デヴィッド・リーン
- 製作：ロナルド・ニーム
- 脚本：ケイ・ウォルシュ（英語版）、アンソニー・ハヴロック＝アラン（英語版）、デヴィッド・リーン、セシル・マッギヴァーン（英語版）、ロナルド・ニーム
- 撮影：ガイ・グリーン（英語版）
- 音楽：ウォルター・ゴール
- 出演：ジョン・ミルズ、ヴァレリー・ボブソン（英語版）、ジーン・シモンズ、アレック・ギネス ほか

アカデミー賞2部門（撮影賞【白黒】、美術監督賞・美術装置賞）受賞
1998年版
翻案として舞台を現代アメリカに移している。
- 監督：アルフォンソ・キュアロン
- 製作：アート・リンソン
- 脚本：ミッチ・グレイザー（英語版）
- 撮影：エマニュエル・ルベツキ
- 音楽：パトリック・ドイル
- 出演：イーサン・ホーク、グウィネス・パルトロー、ハンク・アザリア、クリス・クーパー、ロバート・デ・ニーロ ほか

2012年版
日本では劇場未公開でWOWOWで放送された。
- 監督：マイク・ニューウェル
- 出演：ジェレミー・アーヴァイン、ロビー・コルトレーン、ホリデイ・グレインジャー、ヘレナ・ボナム＝カーター、レイフ・ファインズ ほか

### テレビ
1974年版
テレビ映画として作られた。劇場公開はされていない。
- 監督：ジョセフ・ハーディ（英語版）
- 脚本：シャーマン・イェーレン（英語版）
- 主演：マイケル・ヨーク、サラ・マイルズ、ジェームズ・メイソン、マーガレット・レイトン（英語版）、アンソニー・クエイル、ジョス・アクランド

1989年版
全6回のテレビミニシリーズとして作られた。英国での放映は1991年。
- 監督：ケヴィン・コナー
- 製作：アントニー・I・ギネイン、グレッグ・スミス
- 製作総指揮：キャロル・ルビン
- 脚本：ジョン・ゴールドスミス
- 撮影：ダグ・ミルサム（英語版）
- 音楽：ケン・ソーン（英語版）
- 出演：アンソニー・カルフ（英語版）、ジーン・シモンズ、ジョン・リス＝デイヴィス、レイ・マカナリー、アンソニー・ホプキンス ほか

1999年版
テレビ映画として作られた。
- 監督：ジュリアン・ジャロルド
- プロデューサー：デヴィッド・ソノディン
- 出演：シャーロット・ランプリング、ヨアン・グリフィズ、ジャスティン・ワデル（英語版）、バーナード・ヒル ほか

本作は高い評価を受けてプライムタイム・エミー賞 作品賞 (ミニシリーズ部門)にノミネートされた。
2011年版
全3回のテレビミニシリーズとして作られた。
- 監督：ブライアン・カーク（英語版）
- 出演：ダグラス・ブース、レイ・ウィンストン、ジリアン・アンダーソン、デヴィッド・スーシェ ほか

2023年版
全6回のテレビミニシリーズとして作られた。
- 監督：ブレイディ・フッド、サミラ・ラドシ
- 出演：フィン・ホワイトヘッド、ジョニー・ハリス、トリスタン・グラヴェル（英語版）、オーウェン・マクドネル（英語版） 他

### 舞台
- 1990年宝塚歌劇団で上演された。

- 2008年栗田監督により新潟市民芸術文化会館りゅーとぴあで舞台化された。
- 2014年12月から2015年に劇団スタジオライフにより舞台化。

### その他
- 爆笑問題カーボーイ:過去に「少年ピップ」という本作のパロディコーナーが行われていた。
- サウスパーク:「ピップ・ピリップ」という同名のパロディキャラクターが登場する。また、本作のシナリオと登場人物を大胆に脚色・改変・翻案したエピソード「名作劇場大いなるピップ（英語版）」も制作された。
- 犬いなる遺産:1999年の映画『The Duke』の邦題。